# À contre-courant (film, 2019)
Pour l’article homonyme, voir À contre-courant.
Pour plus de détails, voir Fiche technique et Distribution.
À contre-courant est un film allemand réalisé par Ziska Riemann et sorti en 2019.

## Synopsis
Mia, qui prête sa voix à une héroïne d'anime japonais, découvre qu'elle peut voir l'électricité. 

## Fiche technique
- Titre : À contre-courant
- Titre original : Electric Girl
- Réalisation : Ziska Riemann
- Scénario : Ziska Riemann, Dagmar Gabler, Angela Christlieb
- Photographie : Hannes Hubach
- Production : Nicole Gerhards
- Société de production :Niko Films
- Pays de production :  Allemagne
- Genre : drame, fantastique
- Durée : 89 minutes
- Dates de sortie :
  - Allemagne : 11 juillet 2019
  - France : 23 avril 2023 sur Arte

## Distribution
- Victoria Schulz : Mia
- Hans-Jochen Wagner : Kristof
- Svenja Jung : Lizzy
- Oona von Maydell : Paula
- Irene Kugler : la mère de Mia